# Ярославцев Василь Валентинович
Васи́ль Валенти́нович Яросла́вцев — старший солдат 93-ї бригади Збройних сил України.

## З життєпису
Народився 1980 року в місті Дніпропетровськ. Закінчив дніпропетровську ЗОШ № 143 та Дніпропетровський професійний будівельний ліцей. У 1999—2000 роках проходив строкову військову службу — 1-ша рота спеціального призначення 1-го батальйону спеціального призначення в.ч. 4114 (Львів). Працював інкасатором Державної служби охорони при МВС України, потім — у ВАТ «Кондитерська фабрика „Квітень“».
Мобілізований навесні 2014 року; старший солдат 93-ї бригади. Загинув 10 липня під Кураховим від кулі снайпера, намагаючись врятувати пораненого в часі просування українських військовиків на Карлівку. Це відбулося під час руху колони при зіткненні на блокпосту, терористам протистояли 93 бригада, Правий сектор, Донбас і Дніпро-1. У ході того бою знищено кілька блокпостів та вбито 25 терористів.
Похований у місті Дніпропетровськ, Краснопільський цвинтар.
Без сина лишилися мама Альбіна Олексіївна та сестра.

## Нагороди
- 8 серпня 2014 року — за особисту мужність і героїзм, виявлені у захисті державного суверенітету та територіальної цілісності України, вірність військовій присязі під час російсько-української війни, відзначений — нагороджений орденом «За мужність» III ступеня (посмертно).
- 9 травня 2021 року в СЗШ № 143 ДМР урочисто відкрито меморіальну дошку Ярославцеву Василю Валентиновичу[2].